# Messer (sværd)
En messer (tysk for "kniv") er et kort sværd med én æg og en kniv-lignende grebskonstruktion. Selvom de forskellige ofte bruges synonymt, så inddeles messere i to typer:
Lange Messer ("langkniv") er ethåndssværd brugt af borgerskabet (mellemklassen i byerne) til personligt selvforsvar. De var omkring 1 m lange med en vægt på omkring 1 kg, og de er muligvis udviklet fra Bauernwehr ("bøndernes sidevåben"). De kaldes også Großes Messer ("stor kniv").
Kriegsmesser ("krigskniv") er et buet våben på op til 1,5 m, der bruges med én eller to hænder. De blev fra 1300- til 1500-tallet normalt brugt af professionelle soldater, heriblandt landsknægte.

## Kamp med messer
Kamp med messer var en del af pensum i adskillige fægtemanualer fra 1300- og 1400-tallet, inklusive Johannes Lecküchner (der omhandler langes messer), Codex Wallerstein, Hans Talhoffer, Paulus Kal og Albrecht Dürer.